# Reisezeit
Das Wort Reisezeit weist je nach Fachgebiet unterschiedliche Begriffsinhalte auf, wobei in allen Definitionen die Merkmale „Reise“ und der Zeitfaktor gemeinsam auftauchen. Das Wort „Reisezeit“ ist ein Kompositum, das sich aus den Wörtern „Reise“ und „Zeit“ zusammensetzt.

## Fachgebiete
Im Tourismus ist die Reisezeit die günstigste Jahreszeit eines Zielgebiets für Reisen, im Eisenbahnwesen gibt es die „komplexe Reisezeit“ oder die Reisezeit wird in der Verkehrsplanung als Synonym für die Fahrzeit angesehen.

## Tourismus
Klima und Wetter des Zielgebiets sind für Reisende neben dem Reisepreis ein wichtiges Entscheidungskriterium. Viele Reiseführer beinhalten deshalb teilweise ausführlich einen Abschnitt „Reisezeit und Klima“. Sie berücksichtigen die Klima- und Wetterdaten von Regionen. Der Reisende geht davon aus, dass diese aus der Vergangenheit stammenden Daten auch bei seiner Reise gelten.
Die Reisebranche (insbesondere Reiseveranstalter, Gastronomie oder Hotellerie) unterscheidet deshalb zwischen Hauptsaison und Nebensaison. Während der Hauptsaison kann von Reisenden im Zielgebiet eine niederschlagsarme und warme Witterung (oder kalte Witterung im Winterurlaub) erwartet werden. In den Tropen sind die beste Reisezeit die Trockenzeit oder Teile der Übergangszeiten, ansonsten in gemäßigten Zonen der Frühling, Sommer, Herbst (für Sommerurlaub) oder Winter (für Winterurlaub). Keine geeigneten Reisezeiten sind in den Tropen die Regenzeit und Teile der Übergangszeit.

## Eisenbahnwesen
Möglichst kurze Fahrzeiten sind ein wesentliches, vom Fahrgast wahrgenommenes Qualitätsmerkmal öffentlicher Verkehrssysteme. Werden im Eisenbahnwesen zur Fahrzeit noch Übergangszeiten, Wartezeiten an Bahnhöfen und weitere Behinderungszeiten hinzugerechnet, entsteht daraus die „komplexe Reisezeit“.
Gegenüber der Fahrzeit gehen bei der Reisezeit auch die Haltestellenaufenthaltszeiten (für Fahrgastwechsel und Abfertigung) als zusätzliche Größen ein; sie wird deshalb gelegentlich auch treffender als „Beförderungszeit“ bezeichnet.
Beispiel
An folgendem Beispiel seien die Unterschiede aus Fahrzeit, Reisezeit und komplexer Reisezeit verdeutlicht:
Ein Schüler will nach Schulende um 17:00 Uhr einen Kinofilm besuchen, der um 18:30 Uhr beginnt. Er fährt dazu von der Schule um 17:15 Uhr zum Bahnhof A-Stadt, wo er um 17:30 Uhr ankommt. Der Zug fährt um 17:45 Uhr vom Bahnhof A-Stadt ab und kommt in B-Dorf um 18:00 Uhr an. Von dort läuft der Schüler 5 Minuten zum Kino.
Die Fahrzeit für diese Strecke beträgt 30 Minuten (15 Minuten mit dem Bus, 15 Minuten mit dem Zug). Die Reisezeit beträgt 50 Minuten (30 Minuten Fahrzeit + 15 Minuten Umsteigezeit + 5 Minuten Gehzeit). Die komplexe Reisezeit beträgt 90 Minuten (50 Minuten Reisezeit + 15 Minuten Wartezeit auf den Bus + 25 Minuten Wartezeit von der Ankunft im Kino bis zum Beginn des Films).

## Verkehrstelematik
Mit Hilfe von Instrumenten der Verkehrstelematik (wie z. B. Verkehrsstromanalysen) wird versucht, die Reisezeitelemente, die außerhalb der berechenbaren Fahrzeit liegen, zu prognostizieren und damit sowohl aktuelle Daten für das Verkehrsmanagement bereitzustellen, als auch längerfristig Änderungen im Verhalten der Verkehrsteilnehmer zu erzielen. In der Praxis werden komplexe Reisezeiten bisher selten systematisch erfasst, in der Verkehrsplanung meist unter Anwendung von Annahmen oder Simulationen berechnet.

## Dienstreisen
Bei Dienst- und Geschäftsreisen gehören die Fahrzeiten von Außendienstmitarbeitern zur Arbeitszeit und müssen vergütet werden. Das gilt auch für die Fahrt vom Home office direkt zum Kunden. Im zitierten Urteil stellte das Bundesarbeitsgericht (BAG) klar, dass die Fahrten zum ersten Kunden und vom letzten Kunden zurück mit der übrigen Tätigkeit eine Einheit bilden und nach der Verkehrsanschauung jedenfalls bei Außendienstmitarbeitern, Vertretern, „Reisenden“ und ähnlichen insgesamt die Dienstleistung aus dem Arbeitsvertrag darstellen.
Im Regelfall richtet sich die Dauer der Dienst- oder Geschäftsreise nach der Abreise von und der Ankunft an der Wohnung oder Arbeitsstätte (Dienststelle), wenn die Dienst- oder Geschäftsreise von dort angetreten wird. Abreise- und Ankunftszeitpunkt bestimmen somit auch die Dauer der Reisezeit. Die Zeit der Dienst- oder Geschäftsreise zählt arbeitsrechtlich solange zur Arbeitszeit, wie sich beide nicht überschneiden. Entsendet der Arbeitgeber den Arbeitnehmer vorübergehend zur Arbeitsleistung ins Ausland, sind die für Hin- und Rückreise erforderlichen Reisezeiten wie Arbeitszeit zu vergüten. Grundsätzlich erbringt der Arbeitnehmer mit dem – eigennützigen – Zurücklegen des Arbeitswegs von der Wohnung zur Arbeitsstelle und zurück keine Arbeitsleistung für den Arbeitgeber. Anders ist es jedoch, wenn der Arbeitnehmer seine Tätigkeit außerhalb der Betriebsstätte zu erbringen hat. In diesem Falle gehört die Fahrt zur auswärtigen Arbeitsstelle zu den vertraglichen Hauptleistungspflichten, weil das wirtschaftliche Ziel der Gesamttätigkeit darauf gerichtet ist, Arbeitsleistungen zu erbringen. Dazu gehört zwingend die jeweilige An- und Abreise, unabhängig davon, ob Fahrtantritt und Fahrtende vom Betrieb des Arbeitgebers oder von der Wohnung des Arbeitnehmers aus erfolgen. Gibt der Arbeitgeber Reisemittel und Reisverlauf vor, ist diejenige Reisezeit erforderlich, die der Arbeitnehmer benötigt, um entsprechend dieser Vorgaben des Arbeitgebers das Reiseziel zu erreichen. Überlässt der Arbeitgeber dem Arbeitnehmer die Wahl von Reisemittel und/oder Reiseverlauf, ist der Arbeitnehmer aufgrund seiner Pflicht zur Rücksichtnahme auf die Interessen des anderen Vertragsteils (§ 241 Abs. 2 BGB) im Rahmen der Zumutbarkeit verpflichtet, das kostengünstigste Reisemittel bzw. den kostengünstigsten Reiseverlauf zu wählen. Neben den eigentlichen Beförderungszeiten gehört zur erforderlichen Reisezeit auch der mit der Beförderung zwingend einhergehende weitere Zeitaufwand. Bei Flugreisen sind das etwa die Wegezeiten zum und vom Flughafen sowie die Zeiten für Check-in und Gepäckausgabe. 

## Synonym
Wird der Begriff Reisezeit synonym für Fahrzeit verwendet, so ist dieser Gebrauch ungenau: Denn nicht jede Fahrt ist auch eine Reise. Der Arbeitsweg eines Pendlers beispielsweise ist eine Fahrt, deren Dauer deshalb präziser Fahrtzeit heißen muss und nicht Reisezeit. Entsprechend absolviert er eine Fahrstrecke und keine Reisestrecke.